# Club Atlético Tiro Federal Argentino
El Club Atlético Tiro Federal Argentino, más conocido como Tiro Federal, es un club polideportivo de la ciudad de Rosario, Provincia de Santa Fe, Argentina. Su primer equipo de fútbol masculino profesional actualmente participa en la Primera División de la Asociación Rosarina de Fútbol.

## Historia

### Comienzos
Tiro Federal Argentino fue fundado el 29 de marzo de 1905 en la ciudad de Rosario (Argentina) por un grupo de aficionados al fútbol.  Un obrero que trabajaba en los talleres del Ferrocarril Central Argentino cedió gentilmente una habitación lindante a los stands del Tiro Federal Argentino a este grupo de rosarinos y estos decidieron llamar al club con el mismo nombre que la institución de tiro.
El equipo albiceleste recién se incorporó a la Liga Rosarina de Fútbol a mediados de 1906, participó en la segunda división (por entonces el Torneo Mayor) y finalizó segundo detrás de Argentino en la zona B. Al año siguiente participó una vez más del torneo de segunda pese a que fue invitado a integrar el de primera. Sus dirigentes creyeron que lo correcto era ganar ese privilegio en la cancha. Así fue como obtuvo el ascenso en 1907 y en 1908 ya se tuteaba con Newell’s y Central, clubes que por entonces empezaban a congregar la mayor cantidad de adeptos en Rosario. 
Fue campeón de la Copa Nicasio Vila (campeonato oficial de Primera División de la ciudad) en tres ocasiones: 1920, 1925 y 1926. El campeonato obtenido en 1920 sirvió para cortar la hegemonía que tenían por ese entonces Central y Newell's en el fútbol rosarino. Además, entre 1913 y 1925, el equipo ganador de la Liga Rosarina accedía a disputar la Copa Dr. Carlos Ibarguren ante el campeón de la Liga de Buenos Aires. Tiro Federal disputó dicho certamen 2 veces y solo lo ganó en 1920 cuando derrotó por 4 a 0 a Boca Juniors. En 1925 fue derrotado por Huracán.
En 1927, la Liga Rosarina de fútbol organizó una copa oficial que se disputó en el último trimestre de aquel año, la cual se llamó Copa Schlau. Esta Copa fue donada por la Cervecería Schlau, por lo que la Liga le puso ese nombre en lugar de ponerle "Estímulo", como ya era habitual llamarla. Se jugó en dos zonas todos contra todos: en la Zona "A" Rosario Central terminó primero junto a Nacional de Rosario (hoy llamado Argentino de Rosario), y luego Nacional ganó el desempate y fue a la final. En la Zona "B", Tiro Federal terminó primero. La final se jugó el 18 de diciembre de 1927 y la ganó Tiro Federal 2 a 0.
Tiro Federal fue afiliado a la AFA en 1944 junto a Argentino de Rosario. Ambos comenzaron a disputar la Segunda División y Tiro estuvo a punto de ascender a primera división en 1948 cuando finalizó en tercer lugar en la Zona Campeonato. En 1950 se creó la actual Primera D por lo que se realizó una reestructuración de la Segunda División y Tiro Federal descendió por decreto a la Primera División Amateur. En 1951 logró consagrarse campeón y volvió a la Primera División B luego de dos años. Finalizó en último lugar en el torneo de 1953 y volvió a descender a la C donde se mantuvo hasta 1962. Durante ese año, y a raíz de problemas económicos, dejó de presentar su equipo a partir de la fecha 28 por lo que al finalizar el torneo fue desafiliado de la Asociación del Fútbol Argentino. Luego de ser desafiliado, el primer equipo del club solo disputaba la Liga Rosarina.

### El ascenso a primera división
Por su escasa cantidad de socios, su poca vida social y sus problemas económicos el club estuvo a punto de desaparecer. Sin embargo, a mediados de 1990, el nuevo presidente, Alessio Pistarino (actual vicepresidente) comenzó con la reconstrucción del club, recuperando tanto las instalaciones como las divisiones inferiores del equipo. A la gestión de Pistarino luego se sumaría la inversión privada de quien ahora es presidente de la institución: Carlos Dávola. En 1995, Tiro Federal se encontraba disputando la segunda división de la Liga rosarina, en 1997 ascendió a primera división y de 1998 a 2001 fue tetracampeón.
Al estar desafiliado de la AFA, el club comenzó su regreso al fútbol nacional a través del Argentino B en 1998. En su primer año en la categoría Tiro Federal ascendió al Argentino A al finalizar segundo en la fase final, por detrás de Racing de Córdoba. Su primera experiencia en la Primera B Nacional fue en la temporada 2003/2004.
En la temporada 2004/2005 se consagró campeón del Torneo Apertura 2004 de la B Nacional. El ascenso a la máxima categoría del fútbol argentino fue conseguido luego de disputar una final entre los campeones de la temporada, es decir Gimnasia y Esgrima de Jujuy y Tiro Federal. El primer partido se jugó en rosario y lo ganó Tiro Federal 1-0 y en la vuelta fue empate 1-1 logrando el ascenso.
En el Torneo Apertura 2005 tuvo una mala campaña donde solo obtuvo 15 puntos compartiendo el último puesto con Instituto. con solo 4 victorias (4-0 a Rosario Central, 2-0 a Lanús, 2-1 a Instituto y 2-1 a Quilmes) las primeras tres de forma consecutiva entre las fechas 11 y 13, 3 empates y 12 derrotas. En el Torneo Clausura 2006 no le iría mejor, solo sumaría 12 puntos, con 3 victorias (2-1 a Newell's, 3-0 a Estudiantes y 4-3 a Instituto). Dos de ellas, el 3-0 y el 4-3, fueron de visitante. Además consiguió 3 empates y 13 derrotas  terminando último en todas las tablas de esa temporada, que lo condenó al descenso a la Primera B Nacional.
En las siguientes temporadas en la B Nacional tuvo campañas aceptables, pero en la temporada 2010/2011 debía al menos sumar 50 puntos para no descender, pero solo logró 37 puntos y cayó al Torneo Argentino A.
En 2009 el club fue elogiado por el semanario estadounidense Advertising Age por su estrategia de posicionamiento deportivo afianzada en el juego limpio. La campaña, a cargo del periodista y empresario Claudio Destéfano, consiguió apoyo de grandes marcas y se enfocó en combatir la violencia de las llamadas barras bravas.

### Convenio con Rosario Central
En junio de 2013 se dio a conocer un convenio entre Tiro Federal y el Club Atlético Rosario Central. El convenio contemplaba que Rosario Central se haga parte de todo el universo futbolístico y deportivo de Tiro Federal como también de las dos sedes por cinco años con una posibilidad de extenderlo por cinco más. Las decisiones institucionales quedaban consensuadas entre Norberto Speciale (presidente de Central) y Carlos Dávola (presidente de Tiro Federal), mientras que Russo (entrenador de Rosario Central) fue designado director deportivo. El acuerdo además establecía que todos los refuerzos que lleguen al primer equipo de Tiro Federal serían jugadores con contrato en Rosario Central, principalmente juveniles.
Durante el primer año de este convenio Rosario Central cedió 11 jugadores a Tiro Federal, estos conformaron en su mayoría el equipo titular del club. Tiro Federal terminó primero de la zona norte en la temporada 2013/14 y clasificó a la segunda ronda, con aspiraciones a ascender de categoría. El equipo quedó eliminado en semifinales del torneo ante Guaraní Antonio Franco por ventaja deportiva del rival (perdió 2 a 1 en la ida y ganó en la vuelta por el mismo resultado).
En la temporada 2014 Rosario Central volvió a cederle a Tiro Federal juveniles que no tenían continuidad en su equipo. Si bien logró terminar en los primeros puestos de su grupo quedó eliminado en segunda fase por Talleres. Hacia fines del 2014 Central tuvo elecciones y cambió de comisión directiva. Con la nueva dirigencia Tiro Federal decidió dar por terminado el convenio entre ambos clubes.
En el año 2015 el club realizó una campaña muy pobre en el Federal A donde finalizó último en su zona. Esto sumado a los pocos puntos que obtuvo en la reválida condujo al descenso de Tiro Federal al Torneo Federal B (Hoy en día Torneo Regional Federal Amateur).

## Escudo
El escudo original del club tenía rayas verticales blancas y celestes y además tenía escrito en diagonal las siglas "C.A.T.F.A.".
Con la llegada de Carlos Dávola a Tiro Federal el escudo fue renovado y se realizó un diseño más moderno que se conserva hasta la actualidad. El mismo consiste en un logotipo de fondo celeste y blanco, con la cabeza de un tigre en el centro. Tiene escrito en la parte superior el nombre del club "Tiro Federal Argentino" y en la parte inferior se puede leer la palabra "Ludueña" (barrio donde se encuentra el estadio del club).

## Uniforme
- Uniforme titular: Camiseta blanca con vivos azules con mangas amarillas, pantalón blanco y medias blancas.
- Uniforme alternativo: Camiseta amarilla con vivos blancos, pantalón blanco y medias blancas.

La primera camiseta que usó el club cuando empezó a participar de la Liga Rosarina en 1906 fue una blanca y azul oscura a rayas verticales gruesas. En 1916 comenzó a usar una casaca blanca y celeste también a rayas verticales pero más finas.
Cuando Tiro Federal volvió a competir en 1997 utilizó como uniforme principal una camiseta blanca, alternando a veces con una blanca y azul a bastones verticales y con otras de color amarillo, naranja y gris, hasta que comenzó a usar la casaca blanca.
| 1906-1915/1936-2003/2012-2013 | 1916-1936 | 1998 | 2000 | 2002 | 2004-2012/2013-Actualidad |

### Indumentaria y patrocinador
| Período       | Proveedor  |
| ------------- | ---------- |
| 1980-1998     | Cianciardo |
| 1998-2000     | Uhlsport   |
| 2000-2002     | Kelme      |
| 2002-2003     | Reusch     |
| 2003-2004     | Sari       |
| 2004-2009     | Athix      |
| 2009-2013     | Kappa      |
| 2013-2014     | Olympikus  |
| 2015-2017     | Sport 78   |
| 2018-presente | Kion       |

| Período       | Patrocinador |
| ------------- | --- |
| 1980-1994     | Cianciardo |
| 1994-2000     | General Paz Seguros |
| 2000-2003     | Diario La Capital |
| 2003-2004     | Fata Seguros |
| 2004-2005     | Transatlántica |
| 2005-2006     | Climafin Buenos Aires |
| 2006-2007     | La Nueva Seguros |
| 2007-2008     | El Congreso a Rosario |
| 2008-2009     | Climafin Buenos Aires |
| 2009-2010     | Las Medialunas del Abuelo Rasti Vinos Santa Ana Tecnoacero FreeColors Banco Finansur Helados Panda Yancanelo Prosegur Voltarén |
| 2010-2013     | Oil Combustibles |
| 2013-2014     | Empresa Argentina |
| 2015-2017     | Banco Municipal Empresa Argentina                                                                                              |
| 2018-presente | Victoria Deportes |

## Rivalidades
Históricamente el clásico rival de Tiro Federal es el Club Atlético Argentino, con quien tuvo importantes encuentros tanto a nivel nacional como en partidos de Liga. Sin embargo, esta rivalidad quedó un tanto relegada debido a las continuas diferencias de categoría entre ambos equipos y debido también a la aparición del Club Atlético Central Córdoba, el cual trabó fuerte enemistad con Argentino, teniendo importantes episodios a nivel nacional.
Otra rivalidad conocida para Tiro Federal fue el Club Atlético Sparta, equipo representativo del barrio Sarmiento y con el cual vivió importantes encuentros a nivel de Liga. Sin embargo, este duelo también perdió en interés principalmente por las continuas caídas de rendimiento del Club Sparta. Cómo curiosidad, en 1939 ambos equipos se fusionaron temporalmente para disputar el Campeonato del Litoral de la Asociación Rosarina de Fútbol, donde en encuentro de ida y vuelta enfrentaron y derrotaron a Argentino.
Por último, debido a su importancia y su irrupción en el fútbol nacional como el tercer representante de la ciudad de Rosario, mantiene duelos menores con los dos grandes equipos de la ciudad: Newell's Old Boys y Rosario Central.

## Datos del club
- Temporadas en Primera División: 1 (2005/06)
- Temporadas en segunda categoría:  15
  - en Segunda División: 6 (1944-49)
  - en Primera División B: 2 (1952-53)
  - en Primera B Nacional: 7 (2003/04-2004/2005, 2006/07-2010/11)
- Temporadas en tercera categoría:  20
  - en Segunda División: 10 (1950-51, 1954-61)
  - en Primera División C: 1 (1962)
  - en Torneo Federal A: 9 (1999/00-2002/03, 2011/12-2015)
- Temporadas en cuarta categoría: 4
  - en Torneo Argentino B: 1 (1998/99)
  - en Torneo Federal B: 3 (2016-2017)
  - en Torneo Regional Federal Amateur: 1 (2019)

#### Temporadas
| Campeonato de Primera División 2005-06 | 20º | 38 | 7 | 6 | 25 | 37 | 70 | -33 |
| Total                                  | 73° | 38 | 7 | 6 | 25 | 37 | 70 | -33 |

| Campeonato de Segunda División 1944              | 15º | 40  | 13  | 9   | 19  | 79  | 80  | -1  |
| Campeonato de Segunda División 1945              | 11º | 40  | 16  | 7   | 17  | 79  | 88  | -9  |
| Campeonato de Segunda División 1946              | 18º | 40  | 12  | 8   | 20  | 92  | 109 | -17 |
| Campeonato de Segunda División 1947              | 14º | 38  | 13  | 7   | 18  | 79  | 89  | -10 |
| Campeonato de Segunda División 1948 (Suspendido) | 3º  | 27  | 16  | 2   | 9   | 57  | 43  | +14 |
| Campeonato de Segunda División 1949              | 10º | 40  | 15  | 9   | 16  | 78  | 74  | +4  |
| Campeonato 1952                                  | 17º | 34  | 6   | 11  | 17  | 49  | 83  | -34 |
| Campeonato 1953                                  | 18º | 34  | 4   | 13  | 17  | 45  | 73  | -28 |
| Campeonato de Primera B Nacional 2003-04         | 10º | 38  | 12  | 14  | 12  | 53  | 54  | -1  |
| Campeonato de Primera B Nacional 2004-05         | 2º  | 38  | 16  | 15  | 7   | 44  | 32  | +12 |
| Campeonato de Primera B Nacional 2006-07         | 15º | 38  | 8   | 15  | 15  | 35  | 43  | -8  |
| Campeonato de Primera B Nacional 2007-08         | 7º  | 38  | 14  | 12  | 12  | 44  | 36  | +8  |
| Campeonato de Primera B Nacional 2008-09         | 10º | 38  | 11  | 17  | 10  | 45  | 46  | -1  |
| Campeonato de Primera B Nacional 2009-10         | 17º | 38  | 12  | 8   | 18  | 52  | 53  | -1  |
| Campeonato de Primera B Nacional 2010-11         | 19º | 38  | 8   | 13  | 17  | 37  | 56  | -19 |
| Total                                            | 0°  | 559 | 176 | 160 | 224 | 868 | 959 | -91 |

| Campeonato 1950            | 2º         | 27  | 12  | 9   | 6   | 64  | 39  | +25 |
| Campeonato 1951            | 1º         | 30  | 20  | 8   | 2   | 86  | 34  | +52 |
| Campeonato 1954            | 0º         | 24  | 7   | 7   | 10  | 33  | 27  | +6  |
| Campeonato 1955            | 2º         | 28  | 16  | 5   | 7   | 54  | 28  | +26 |
| Campeonato 1956            | 3º         | 30  | 18  | 8   | 6   | 72  | 42  | +30 |
| Campeonato 1957            | 11º        | 34  | 13  | 5   | 16  | 57  | 72  | -15 |
| Campeonato 1958            | 0º         | 34  | 10  | 11  | 13  | 62  | 63  | -1  |
| Campeonato 1959            | 0º         | 34  | 10  | 6   | 18  | 50  | 72  | -22 |
| Campeonato 1960            | 0º         | 34  | 9   | 9   | 16  | 75  | 89  | -14 |
| Campeonato 1961            | 0º         | 34  | 12  | 4   | 18  | 47  | 59  | -12 |
| Campeonato 1962            | 0º         | 34  | 4   | 11  | 19  | 31  | 80  | -49 |
| Torneo Argentino A 1999-00 | 4º Zona B  | 14  | 7   | 2   | 5   | 27  | 16  | +11 |
| Torneo Argentino A 2000-01 | 6º Zona B  | 16  | 5   | 6   | 5   | 23  | 16  | +7  |
| Torneo Argentino A 2001-02 | 4º Grupo B | 18  | 8   | 6   | 4   | 34  | 26  | +8  |
| Torneo Argentino A 2002-03 | 1º         | 32  | 14  | 14  | 4   | 57  | 33  | +24 |
| Torneo Argentino A 2011-12 | 7º         | 30  | 9   | 9   | 12  | 32  | 35  | -3  |
| Torneo Argentino A 2012-13 | 10º        | 32  | 8   | 13  | 11  | 27  | 36  | -9  |
| Torneo Argentino A 2013-14 | 1º         | 36  | 14  | 11  | 11  | 47  | 38  | +9  |
| Torneo Federal A 2014      | 4º Zona 5  | 16  | 3   | 10  | 3   | 19  | 17  | +2  |
| Torneo Federal A 2015      | 10º Zona 2 | 30  | 7   | 6   | 17  | 23  | 44  | -21 |
| Total                      | 0°         | 577 | 209 | 164 | 204 | 936 | 872 | +64 |

| Torneo Argentino B 1998-99           | 0º | 28 | 16 | 4  | 8  | 59 | 32 | +27 |
| Torneo Federal B Complementario 2016 | 0º | 14 | 8  | 2  | 4  | 23 | 12 | +11 |
| Torneo Federal B 2017                | 0º | 18 | 5  | 3  | 10 | 12 | 24 | -12 |
| Torneo Regional Federal Amateur 2019 | 0º | 6  | 0  | 3  | 3  | 4  | 9  | -5  |
| Total                                | 0° | 66 | 29 | 12 | 25 | 98 | 77 | +21 |

| Copa Argentina 2011-12 | Tercera Ronda | 1 | 0 | 1 | 0 | 2 | 2  | 0  |
| Copa Argentina 2012-13 | Cuarta Ronda  | 1 | 0 | 1 | 0 | 1 | 1  | 0  |
| Copa Argentina 2013-14 | Cuarta Ronda  | 1 | 0 | 0 | 1 | 0 | 2  | -2 |
| Copa Argentina 2014-15 | Segunda Ronda | 2 | 0 | 1 | 1 | 2 | 4  | -2 |
| Copa Argentina 2016-17 | Primera Ronda | 2 | 0 | 0 | 2 | 0 | 3  | -3 |
| Total                  | 5/10          | 7 | 0 | 3 | 4 | 5 | 12 | -7 |

| Copa Santa Fe 2016 | Segunda Ronda | 2  | 1 | 0 | 1 | 3  | 8  | -5  |
| Copa Santa Fe 2017 | Segunda Ronda | 2  | 0 | 0 | 2 | 1  | 4  | -3  |
| Copa Santa Fe 2018 | Tercera Ronda | 2  | 1 | 0 | 1 | 4  | 4  | 0   |
| Copa Santa Fe 2019 | Tercera Ronda | 4  | 1 | 1 | 2 | 2  | 7  | -5  |
| Total              | 4/4           | 10 | 3 | 1 | 6 | 10 | 23 | -13 |

- Mayores goleadas conseguidas: 
  - En Primera A: 4-0 a Rosario Central en 2005
  - En el Nacional B: 6-0 a Boca Unidos  en 2010
  - En Primera B: 8-0 a Sportivo Dock Sud en 1948
  - En Primera C: 7-0 a Flandria en 1951, Estudiantes (Bs As) en 1955
  - En Primera C: 7-2 a Estudiantes (Bs As) en 1950
  - En el Torneo Argentino A: 7-2 a 9 de Julio (Rafaela) en 2003
- Mayores goleadas recibidas: .
  - En Primera A: 0-5 vs River Plate en 2006
  - En el Nacional B: 0-5 vs Atlético de Rafaela en 2005
  - En Primera B: 0-8 vs Sportivo Dock Sud en 1952
  - En Primera C: 2-9 vs Deportivo Morón en 1959

- Máximo goleador: Leandro Armani - 67 - (2007-08 / 2009/2012 / 2014)

## Estadio
El Fortín de Ludueña fue reinaugurado tras una ardua reconstrucción el 9 de diciembre de 2001, con seis mil espectadores que asistieron al partido que el equipo igualó 2-2 con San Martín de Tucumán, por la quinta fecha del Torneo Argentino A de ese año.Los dos primeros goles en el Fortín los convirtió el delantero tirolense Fernando Robles.
En el año 2009 el estadio se comenzó a acondicionar para un hipotético ascenso a Primera División, destacándose la colocación de torres luminarias y el comienzo de la tribuna detrás del arco.

## Organigrama deportivo
- Actualizado al 30 de junio de 2020

## Futbolistas destacados que jugaron para Tiro Federal
- Chimy Ávila
- Lucas Barrios
- Exequiel Benavídez
- Pablo Aguilar
- Tiago Sandoval
- Iván Alomar
- Fransisco Fernández
- Javier Cámpora

## Palmarés

### Torneos nacionales oficiales
- Copa Dr. Carlos Ibarguren (1): 1920
  - Subcampeón (1): 1925
- Copa de Honor "Municipalidad de la Ciudad de Buenos Aires":
  - Subcampeón (1): 1915

### Torneos regionales oficiales
- Primera División de Rosario (3): 1920, 1925 y 1926[12]
- Copa Damas de Caridad (1): 1911
- Copa Estímulo (1): 1927
- Copa Santiago Pinasco (Segunda división. Disputada con el equipo reserva) (4): 1907, 1918, 1920 y 1925
- Tercera División Copa El Comercio (4): 1908, 1918, 1919, 1929 y 1930

### Torneos de AFA
- Torneo Nacional B: 2004-05
- Torneo Argentino A: 2002-03
- Primera C: 1952

### Asociación Rosarina de Fútbol
- Primera División (4): 1998, 1999, 2000 y 2001
- Segunda División: 1997
- Torneo Preparación: 2004

Copas amistosas nacionales
- Copa Semanario Reflejos: 1922